# Нанина де Медичи
Лукрèция ди Пиèро де Мèдичи, наречена Нанѝна (на италиански: Lucrezia di Piero de' Medici, detta Nannina; * 14 февруари 1448, Флоренция, Флорентинска република; † 14 май 1493, Флоренция, Флорентинска република), е флорентинска благородничка, сестра на владетеля на Флоренция Лоренцо Великолепни.

## Произход
Тя е второто дете и дъщеря на Пиеро де Медичи Подагрения (1416 – 1469), фактически господар на Флоренция, и на съпругата му Лукреция Торнабуони (1427 – 1482), поетеса. Носи името на майка си, но е наричана с прякора „Нанина“, който е името в семейството на нейната прабаба Пикарда Буери. Има четирима братя и една или две сестри:
- Бианка (1445 – 1505), съпруга на Гулиелмо де Паци
- Лоренцо „Великолепни“ (1449 – 1492), държавник, банкер, фактически владетел на Флорентинската република от 1469 г. до смъртта си и най-могъщият и ентусиазиран покровител на ренесансовата култура в Италия. Той също така е писател, меценат, поет и хуманист, както и един от най-значимите политици на Ренесанса, съпруг на Клариса Орсини.
- Джулиано де Медичи (1453 – 1478), фактически владетел на Флорентинската република, убит по време на Заговора на Паци. Неговият извънбрачен син Джулио става папа Климент VII
- брат (умира като бебе)
- брат (умира като бебе)
- Мария (сл. 1455 – 1479), вероятно извънбрачна, съпруга на Леонето де Роси, известен банкер, от когото има син – кардинал.

Има и един полубрат, роден преди брака на баща си.

## Биография
Заедно със сестрите си Бианка и Мария Нанина получава културно и изискано хуманистично образование, но то е по-малко задълбочено от това на братята ѝ Лоренцо и Джовани.
Високо почитана от братята си, благодарение на техния престиж тя се сгодява през 1461 г. на около 13-годишна възраст за учения хуманист Бернардо Ручелай със зестра от 2500 златни флорина. Нанина е доведена в къщата на съпруга си пет години по-късно, на 8 юни 1466 г. Техният брак влиза в аналите със своето великолепие и изобилие от тържества и банкети в продължение на цели 3 дена: 500 гости седят на триъгълен подиум, който заема Лоджия Ручелай, построена по проект на Леон Батиста Алберти, и целия площад и улицата пред Палацо Ручелай. Огромният списък на консумираната храна е известен от точния отчет за разходите.
Заедно със съпруга си тя купува терени близо до базиликата „Санта Мария Новела“, където изграждат монументалната градина Орти Оричелари – известно място за среща на Неоплатоновата академия.
Умира през май 1493 г. на 45-годишна възраст и е погребана в Параклис „Ручелай“ в църквата „Сан Панкрацио“ във Флоренция.

## Брак и потомство
∞ ноември 1461 (договор), 8 юни 1466 във Флоренция за Бернардо Ручелай (* 11 август 1448, Флоренция, † 14 май 1993, Флоренция), писател, хуманист, син на Джовани ди Паоло Ручелай от богатото семейство Ручелай, от когото има 4 сина и 1 дъщеря:
- Козимо Ручелай
- Пиеро Ручелай
- Пала Ручелай
- Джовани Ручелай, нар. Джовани II (* 20 октомври 1475, Флоренция; † 3 април 1525, Рим), писател, поет
- Лукреция Ручелай

- Бернардо Ручелай,
 съпруг
- Джовани, 
син

## Нанина де Медичи в изкуството
Нанина е изобразена като част от група девойки на кон в сцената с Йоан VII Палеолог в Параклиса на влъхвите в Палацо Медичи, дело на Беноцо Гоцоли, където тя е момичето вляво до двете ѝ сестри Бианка и Мария.
Изобразена е на стенописа „Рождение Богородично“ в Параклис „Торнабуони“ (1485 – 1490) в базиликата „Санта Мария Новела“, дело на Доменико Гирландайо и школа.
Вероятно е изобразена на тондо-то на Сандро Ботичели „Мадона Магнификат“ от 1483 г. като ангела отдясно, който държи короната.
Изобразена е на медальон (днес в Музей „Барджело“ – Каза Мартели) на Джовани Вебер, наречен Дзанобио от 1785 г. като част от 20 медальони с изображения на Медичите.
- Ботичели, „Мадона Магнификат“
- Доменико Гирландайо, стенопис „Рождение Богородично“